# Larry Davis (Bluesmusiker)

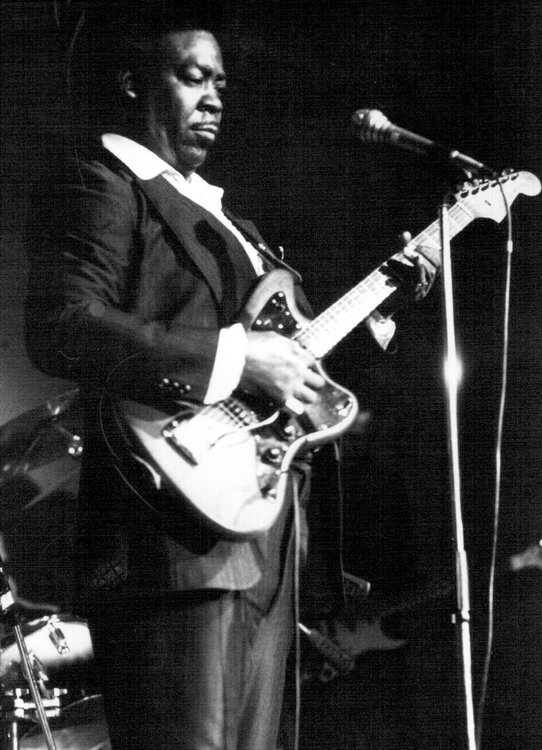
Larry Davis, 1983

Larry Davis (* 4. Dezember 1936 in Pine Bluff, Arkansas; † 19. April 1994) war ein US-amerikanischer Blues-Musiker. Er war Koautor des Songs Texas Flood, der später ein Erfolg für Stevie Ray Vaughan war.

## Biografie
Geboren in Pine Bluff, Arkansas, wuchs Davis in England und Little Rock auf, beides ebenfalls in Arkansas. Er spielte Schlagzeug, wechselte dann zum Bass. Mitte der 1950er trat er mit Fenton Robinson auf. Auf Empfehlung von Bobby Bland erhielten sie einen Vertrag bei Duke Records.
Davis veröffentlichte drei Singles, darunter Texas Flood und Angels in Houston. Danach bekam er nur noch selten die Gelegenheit, im Studio aufzunehmen. Er wohnte eine Zeitlang in St. Louis, Missouri, und spielte Bass in der Band von Albert King. Er lernte auch das Gitarrenspiel; die Gitarre auf seiner Aufnahme von Texas Flood hatte Robinson gespielt.
Es folgten einige Singles, doch war Davis nach einem Motorradunfall 1972 für einige Zeit linksseitig gelähmt. Ein Jahrzehnt später hatte er mit dem Album Funny Stuff sein Comeback. 1982 gewann er vier W. C. Handy Awards, blieb aber weiterhin ein Geheimtipp.
Davis starb im April 1994 im Alter von 57 Jahren an Krebs.

## Diskografie (Auswahl)
- 1982: Funny Stuff
- 1987: I Ain’t Beggin’ Nobody
- 1992: Sooner or Later
- 2002: B. B. King Presents Larry Davis
- 2002: Sweet Little Angel